# Qualifications des épreuves masculines de boxe aux Jeux olympiques d'été de 2012
Pour un article plus général, voir Qualifications des épreuves de boxe aux Jeux olympiques d'été de 2012.
Les qualifications des épreuves masculines de boxe aux Jeux olympiques d'été de 2012 sont divisées en 10 catégories de poids.

## Mode de qualifications
Les boxeurs se sont qualifiés par le biais des World Series of Boxing 2010-2011, du championnat du monde 2011 ou des tournois de qualification continentaux de 2012.

## Liste des qualifiés par catégorie

### Mi-mouches (-49kg)
| Épreuves                                       | Places | Qualifiés |
| ---------------------------------------------- | ------ | --- |
| Championnats du monde amateur 2011             | 10     | Zou Shiming (CHN) Shin Jong-Hun (KOR) David Ayrapetyan (RUS) Pürevdorjiin Serdamba (MGL) Kaew Pongprayoon (THA) Jose de la Nieve Linares (ESP) Yosvany Veitia (CUB) Devendro Singh (IND) Mark Barriga (PHI) Jérémy Beccu (FRA) |
| Tournois de qualification olympique - Asie     | 1      | Birzhan Zhakypov (KAZ) |
| Tournois de qualification olympique - Europe   | 4      | Ferhat Pehlivan (TUR) Aleksandar Aleksandrov (BUL) Paddy Barnes (IRL) Manuel Cappai (ITA) |
| Tournois de qualification olympique - Afrique  | 6      | Mohamed Flissi (ALG) Abdelali Daraa (MAR) Thomas Essomba (CMR) Juliano Máquina (MOZ) Sulemanu Tetteh (GHA) Ramy Helmy (EGY) |
| Tournois de qualification olympique - Amérique | 3      | Jantony Ortíz (PUR) Carlos Quipo (ECU) Carlos Suarez (TRI) |
| Tournois de qualification olympique - Océanie  | 1      | Billy Ward (AUS) |
| Pays organisateur/Invitations                  | 1      | Bayron Molina (HON) |

### Mouches (-52kg)
| Épreuves                                       | Places | Qualifiés |
| ---------------------------------------------- | ------ | --- |
| Championnats du monde amateur 2011             | 9      | Misha Aloyan (RUS) Andrew Selby (GBR) Rau'shee Warren (USA) Jasurbek Latipov (UZB) Elvin Mamishzade (AZE) Vincenzo Picardi (ITA) Michael Conlan (IRL) Robeisy Ramírez (CUB) Chatchai Butdee (THA) |
| Tournois de qualification olympique - Asie     | 4      | Ilyas Suleimenov (KAZ) Nyambayaryn Tögstsogt (MGL) Pak Jong-Chol (PRK) Katsuaki Susa (JPN) |
| Tournois de qualification olympique - Europe   | 3      | Nordine Oubaali (FRA) Selcuk Eker (TUR) Salomo N'tuve (SWE) |
| Tournois de qualification olympique - Afrique  | 6      | Oteng Oteng (BOT) Benson Gicharu (KEN) Samir Brahimi (ALG) Duke Micah (GHA) Hesham Yehia (EGY) Oliver Lavigilante (MRI)                                                                           |
| Tournois de qualification olympique - Amérique | 2      | Jeyvier Cintrón (PUR) Julião Henriques (BRA) |
| Tournois de qualification olympique - Océanie  | 1      | Jackson Woods (AUS) |
| Pays organisateur/Invitations                  | 1      | Ajmal Faisal (AFG) |

### Coqs (-56kg)
| Épreuves                                       | Places | Qualifiés |
| ---------------------------------------------- | ------ | --- |
| World Series of Boxing 2011                    | 1      | Kanat Abutalipov |
| Championnats du monde amateur 2011             | 10     | Lázaro Álvarez (CUB) Luke Campbell (GBR) John Joe Nevin (IRL) Anvar Yunusov (TJK) Detelin Dalakliev (BUL) Orzubek Shayimov (UZB) Sergey Vodopyanov (RUS) Joseph Diaz (USA) Vittorio Parrinello (ITA) Mohamed Amine Ouadahi (ALG) |
| Tournois de qualification olympique - Asie     | 3      | Shiva Thapa (IND) Wissam Salamana (SYR) Satoshi Shimizu (JPN) |
| Tournois de qualification olympique - Europe   | 4      | Pavlo Ishchenko (UKR) Magomed Abdulhamidov (AZE) Dennis Ceylan (DEN) Merab Turkadze (GEO) |
| Tournois de qualification olympique - Afrique  | 5      | Aboubakr Lbida (MAR) Isaac Dogboe (GHA) Romeo Lemboumba (GAB) Ayabonga Sonjica (RSA) Jonas Matheus (NAM) |
| Tournois de qualification olympique - Amérique | 4      | Óscar Valdez (MEX) Alberto Melián (ARG) Robenílson Vieira (BRA) William Encarnación (DOM) |
| Tournois de qualification olympique - Océanie  | 1      | Ibrahim Balla (AUS) |
| Pays organisateur/Invitations                  | 0      | |

### Légers (-60kg)
| Épreuves                                       | Places | Qualifiés |
| ---------------------------------------------- | ------ | --- |
| World Series of Boxing 2011                    | 1      | Rachid Azzedine |
| Championnats du monde amateur 2011             | 10     | Vasyl Lomachenko (UKR) Yasniel Toledo (CUB) Domenico Valentino (ITA) Gani Zhailauov (KAZ) Miklós Varga (HUN) Fazliddin Gaibnazarov (UZB) Han Soon-Chul (KOR) Jai Bhagwan (IND) Robson Conceição (BRA) Sailom Adi (THA) |
| Tournois de qualification olympique - Asie     | 1      | Liu Qiang (CHN) |
| Tournois de qualification olympique - Europe   | 4      | Evaldas Petrauskas (LTU) Vazgen Safaryants (BLR) Fatih Keleş (TUR) Josh Taylor (GBR) |
| Tournois de qualification olympique - Afrique  | 6      | Ahmed Mejri (TUN) Abdelkader Chadi (ALG) Andrique Allisop (SEY) Abdon Mewoli (CMR) Mohamed Ramadan (EGY) Shafiq Chitou (BEN)                                                                                           |
| Tournois de qualification olympique - Amérique | 4      | Félix Verdejo (PUR) Wellington Arias (DOM) Eduar Marriaga (COL) José Carlos Ramírez (USA) |
| Tournois de qualification olympique - Océanie  | 1      | Luke Jackson (AUS) |
| Pays organisateur/Invitations                  | 1      | Juan Huertas (PAN) |

### Super-légers (-64kg)
| Épreuves                                       | Places | Qualifiés |
| ---------------------------------------------- | ------ | --- |
| Championnats du monde amateur 2011             | 10     | Éverton Lopes (BRA) Denys Berinchyk (UKR) Thomas Stalker (GBR) Vincenzo Mangiacapre (ITA) Heybatulla Hajialiyev (AZE) Manoj Kumar (IND) Gyula Káté (HUN) Uranchimegiin Mönkh-Erdene (MGL) Anthony Yigit (SWE) Jonathan Alonso (ESP) |
| Tournois de qualification olympique - Asie     | 4      | Daniyar Yeleussinov (KAZ) Serdar Hudayberdiyev (TKM) Uktamjon Rahmonov (UZB) Mehdi Tolouti (IRI) |
| Tournois de qualification olympique - Europe   | 1      | Yakup Şener (TUR) |
| Tournois de qualification olympique - Afrique  | 6      | Abdelhak Aatkani (MAR) Eslam El-Gendy (EGY) Richarno Colin (MRI) Gilbert Choombe (ZAM) Abderrazak Houya (TUN) Serge Ambomo (CMR) |
| Tournois de qualification olympique - Amérique | 5      | Roniel Iglesias (CUB) Francisco Vargas (PUR) César Villarraga (COL) Jamel Herring (USA) Anderson Rojas (ECU) |
| Tournois de qualification olympique - Océanie  | 1      | Jeff Horn (AUS) |
| Pays organisateur/Invitations                  | 1      | Zdeněk Chládek (CZE) |

### Welters (-69kg)
| Épreuves                                       | Places | Qualifiés |
| ---------------------------------------------- | ------ | --- |
| Championnats du monde amateur 2011             | 10     | Taras Shelestyuk (UKR) Serik Sapiyev (KAZ) Egidijus Kavaliauskas (LTU) Vikas Krishan Yadav (IND) Errol Spence (USA) Fred Evans (GBR) Andrey Zamkovoy (RUS) Vasili Belous (MDA) Alexis Vastine (FRA) Yasuhiro Suzuki (JPN) |
| Tournois de qualification olympique - Asie     | 3      | Maimaitituersun Qiong (CHN) Tuvshinbat Byamba (MGL) Amin Ghasemipour (IRI) |
| Tournois de qualification olympique - Europe   | 2      | Adam Nolan (IRL) Patrick Wojcicki (GER) |
| Tournois de qualification olympique - Afrique  | 6      | Mehdi Khalsi (MAR) Ilyas Abbadi (ALG) Siphiwe Lusizi (RSA) Seleman Kidunda (TAN) Yannick Mitoumba (GAB) Moustapha Hima (NIG)                                                                                              |
| Tournois de qualification olympique - Amérique | 5      | Myke Carvalho (BRA) Óscar Molina (MEX) Carlos Sánchez (ECU) Gabriel Maestre (VEN) Custio Clayton (CAN) |
| Tournois de qualification olympique - Océanie  | 1      | Cameron Hammond (AUS) |
| Pays organisateur/Invitations                  | 1      | Ahmad Abdul-Karim (IRQ) |

### Moyens (-75kg)
| Épreuves                                       | Places | Qualifiés |
| ---------------------------------------------- | ------ | --- |
| World Series of Boxing 2011                    | 1      | Soltan Migitinov |
| Championnats du monde amateur 2011             | 10     | Evhen Khytrov (UKR) Ryota Murata (JPN) Esquiva Florentino (BRA) Bogdan Juratoni (ROU) Darren O'Neill (IRL) Danabek Suzhanov (KAZ) Aleksandar Drenovak (SRB) Andranik Hakobyan (ARM) Zoltán Harcsa (HUN) Stefan Härtel (GER) |
| Tournois de qualification olympique - Asie     | 4      | Abbos Atoev (UZB) Nursahat Pazziyev (TKM) Sobirjon Nazarov (TJK) Vijender Singh (IND) |
| Tournois de qualification olympique - Europe   | 2      | Adem Kılıççı (TUR) Anthony Ogogo (GBR) |
| Tournois de qualification olympique - Afrique  | 5      | Badreddine Haddioui (MAR) Mujandjae Kasuto (NAM) Muideen Akanji (NGR) Abdelmalek Rahou (ALG) Mohamed Hikal (EGY) |
| Tournois de qualification olympique - Amérique | 5      | Terrell Gausha (USA) Junior Castillo (DOM) Marlo Delgado (ECU) José Espinoza (VEN) Enrique Collazo (PUR) |
| Tournois de qualification olympique - Océanie  | 1      | Jesse Ross (AUS) |
| Pays organisateur/Invitations                  | 0      | |

### Mi-lourds (-81kg)
| Épreuves                                       | Places | Qualifiés |
| ---------------------------------------------- | ------ | --- |
| World Series of Boxing 2011                    | 1      | Abdelhafid Benchabla |
| Championnats du monde amateur 2011             | 10     | Julio César de la Cruz (CUB) Adilbek Niyazymbetov (KAZ) Egor Mekhontsev (RUS) Elshod Rasulov (UZB) Oleksandr Gvozdyk (UKR) Damien Hooper (AUS) Meng Fanlong (CHN) Ehsan Rouzbahani (IRI) Enrico Kölling (GER) Jeysson Monroy (COL) |
| Tournois de qualification olympique - Asie     | 3      | Sumit Sangwan (IND) Jahon Qurbonov (TJK) Ihab Al-Matbouli (JOR) |
| Tournois de qualification olympique - Europe   | 3      | Bahram Muzaffer (TUR) Vatan Huseynli (AZE) Mikhail Dauhaliavets (BLR) |
| Tournois de qualification olympique - Afrique  | 4      | Yahia El-Mekachari (TUN) Ahmed Barki (MAR) Christian Donfack (CMR) Lukman Lawal (NGR) |
| Tournois de qualification olympique - Amérique | 4      | Marcus Browne (USA) Yamaguchi Falcão (BRA) Carlos Góngora (ECU) Osmar Bravo (NCA) |
| Pays organisateur/Invitations                  | 1      | Boško Drašković (MNE) |

### Lourds (-91kg)
| Épreuves                                       | Places | Qualifiés |
| ---------------------------------------------- | ------ | --- |
| World Series of Boxing 2011                    | 1      | Clemente Russo (ITA) |
| Championnats du monde amateur 2011             | 6      | Oleksandr Usyk (UKR) Teymur Mammadov (AZE) Sergey Korneyev (BLR) Wang Xuanxuan (CHN) Artur Beterbiyev (RUS) José Larduet (CUB) |
| Tournois de qualification olympique - Asie     | 1      | Ali Mazaheri (IRI) |
| Tournois de qualification olympique - Europe   | 1      | Tervel Pulev (BUL) |
| Tournois de qualification olympique - Afrique  | 2      | Chouaib Bouloudinats (ALG) Maxwell Amponsah (GHA)                                                                              |
| Tournois de qualification olympique - Amérique | 3      | Michael Hunter (USA) Yamil Peralta (ARG) Julio Castillo (ECU)                                                                  |
| Tournois de qualification olympique - Océanie  | 1      | Jai Opetaia (AUS) |
| Pays organisateur/Invitations                  | 1      | Tumba Silva (ANG) |

### Super-lourds (+91kg)
| Épreuves                                       | Places | Qualifiés |
| ---------------------------------------------- | ------ | --- |
| Championnats du monde amateur 2011             | 6      | Magomedrasul Majidov (AZE) Anthony Joshua (GBR) Erik Pfeifer (GER) Ivan Dychko (KAZ) Erislandy Savón (CUB) Roberto Cammarelle (ITA) |
| Tournois de qualification olympique - Asie     | 1      | Zhang Zhilei (CHN) |
| Tournois de qualification olympique - Europe   | 2      | Magomed Omarov (RUS) Tony Yoka (FRA)                                                                                                |
| Tournois de qualification olympique - Afrique  | 2      | Mohamed Arjaoui (MAR) Blaise Yepmou (CMR)                                                                                           |
| Tournois de qualification olympique - Amérique | 3      | Ítalo Perea (ECU) Dominic Breazeale (USA) Simon Kean (CAN)                                                                          |
| Tournois de qualification olympique - Océanie  | 1      | Johan Linde (AUS) |
| Pays organisateur/Invitations                  | 1      | Meji Mwamba (COD) |